# Мадагаскарско приключение
Мадагаскарско приключение (на френски: Aventure malgache) е английски военен пропаганден филм от 1944 г., режисиран от Алфред Хичкок, произведен по поръчка на британското Министерство на информацията. В главната роля е Пол Бонифас, останалите роли се изпълняват от членове на трупата „The Moliere Players“, формирана от френски актьори бежанци във Великобритания.

## Сюжет
Внимание:  Текстът по-долу разкрива сюжета на произведението (или части от него)!
В Лондон трима актьори се подготвят да излязат на сцената. Един от тримата трябва да изиграе германски офицер, но се затруднява при разучаване на ролята. Тогава колегата му Пол Кларус разказва своята история, за да му помогне. Преди да стане актьор, той е работил като адвокат в Мадагаскар и при едно от делата, които води, обвинява в корупция Мишел, генерален директор на полицията на острова. Междувременно във Франция маршал Филип Петен сключва примирие с нацистите. Мишел застава на страната на колаборационисткия режим на Виши. Кларус се включва в редовете на Съпротивата на острова, но е арестуван, хвърлен в затвора и след това осъден на заточение в Сахара. За щастие плавателният съд, който го превозва, е заловен от британски кораб. През май 1942 г. британските войски дебаркират в Диего Суарес в Мадагаскар и освобождават задържаните дейци на Съпротивата. Въпреки опитите си да застане редом с новата власт на острова, Мишел е хвърлен в затвора.

## В ролите
| Актьор       | Роля       |
| ------------ | ---------- |
| Пол Бонифас  | Мишел      |
| Пол Кларус   | Пол Кларус |
| Андре Фрер   | Пиер       |
| Ги льо Февър | генералът  |
| Полет Прене  | Ивон       |